# Еугяніюс Ґянтвілас
Еугяніюс Ґянтвілас (лит. Eugenijus Gentvilas; нар. 14 березня 1960, Тельшяй, Литовська РСР) — литовський державний діяч, виконувач обов'язків прем'єр-міністра та міністр фінансів Литви у 2001 році. Один з підписантів Акту відновлення незалежності Литви 1990 року.

## Життєпис
Народився 14 березня 1960 року в Тельшяї. 1978 року закінчив Байсогальську середню школу. 1983 закінчив факультет природничих наук Вільнюського університету за спеціальністю географія. 1993 року захистив докторську дисертацію на тему «Основні риси епігенезу литовського гляциогенного рельєфу». У 1983—1990 роках працював у Литовській академії наук, від 1993 до 1996 року — у Клайпедському університеті.
У 1990—1992 роках Еугяніюс Ґянтвілас став членом Відновлювального Сейму Литовської Республіки. Підписав Акт відновлення незалежності Литви. У 1991—1992 роках — голова Сейму. 1997 року Ґянтвіласа обрали на посаду мера Клайпеди, він керував містом до 2001 року. Від лютого до квітня 2001 року очолював міністерство економіки Литви. 20 червня його призначили виконуючим обов'язки прем'єр-міністра Литви. На тій посаді він працював до 4 липня. Від 2004 до 2009 року був членом Європейського парламенту, а у 2009—2012 роках — генеральним директором державного підприємства «Клайпедський державний морський порт».
У 1995—2004 та 2009—2012 роках Еугяніюс Ґянтвілас був членом міської ради Клайпеди. Від 2012 року — депутат Сейму Литви.
Учасник та співорганізатор Х Форуму Вільних Народів Постросії